# شا پرایر
شا پرایر (به انگلیسی: Shaugh Prior) یک روستا و محله مدنی در بریتانیا است که در South Hams واقع شده‌است. شا پرایر ۷۵۱ نفر جمعیت دارد.